# Still Feel Gone
Still Feel Gone è il secondo album in studio del gruppo musicale statunitense Uncle Tupelo, pubblicato nel 1991.

## Tracce
Tutte le tracce sono state scritte da Jay Farrar, Jeff Tweedy e Mike Heidorn, eccetto dove indicato.

1. Gun – 3:40
2. Looking for a Way Out – 3:40
3. Fall Down Easy – 3:08
4. Nothing – 2:16
5. Still Be Around – 2:44
6. Watch Me Fall – 2:12
7. Punch Drunk – 2:43
8. Postcard – 3:38
9. D. Boon – 2:32
10. True to Life – 2:22
11. Cold Shoulder – 3:15
12. Discarded – 2:42
13. If That's Alright – 3:12

Tracce Bonus (Reissue 2003 - CD)
1. Sauget Wind (Farrar) – 3:31
2. I Wanna Destroy You (Robyn Hitchcock with The Soft Boys) – 2:30
3. Watch Me Fall (Demo Version) – 2:08
4. Looking for a Way Out (Demo – Fast Version) – 2:03
5. If That's Alright (Demo – Fast Acoustic Version) – 3:03

## Formazione
Uncle Tupelo
- Jay Farrar – voce, chitarra elettrica, chitarra acustica, banjo, mandolino, armonica
- Mike Heidorn – batteria
- Jeff Tweedy – voce, chitarra acustica, basso

Personale aggiuntivo
- Chris Bess – piano (traccia 3), fisarmonica (6)
- Sean Slade – organo (5, 6), piano (11)
- Gary Louris – chitarra elettrica (6, 8, 11)
- Brian Henneman – chitarra acustica (10)
- Rich Gilbert – optigan (13)